# غرب ساسكس
 غرب ساسكس  (بالإنجليزية: West Sussex) مقاطعة إنجليزية تقع في جنوب شرق إنجلترا يحدها شرقا مقاطعة شرق ساسكس  وشمال مقاطعة  سري  ومن الغرب والشمال الغربي  مقاطعة هامبشير ومن الجنوب المقاطعة مطلة على البحر حيث يحدها يحدها القنال الإنجليزي.منذ القرن الثاني عشر عندما كانت مملكة ساسكس قائمة كان إقليم ساسكس يدار بادارتين منفصلتين في شرقه وغربه.مركز المقاطعة هو تشيشستر.
مقاطعة غرب ساسكس مشهورة باهتمامها بأصناف الطعام وأيضا ينتشر في المقاطعة بعض البيوت الكبيرة التي هي أشبه بالقصور والتي تسمى ستيتلي هومز ينتشر أيضا في المقاطعة بعض القصور مثل قصر ارونديل وقصر برامبر أكثر من نصف المقاطعة منطقه محمية وشواطئها مناسبة للمشي وممارسة رياضة ركوب الدرجات الهوائية. أقتصاد المقاطعة يقوم على شركات الخدمات والتجارة وتشكل الصناعة المورد الاقتصادي الثاني، توجد في المقاطعة القليل من الانشطة الزراعية.

## توأمة
لغرب ساسكس اتفاقيات توأمة مع:
- ريوم

## أعلام
- غلاديس هانتينغتون
- بيتر كايل
- باول سكوفيلد
- إليزابيث كورلي
- باول داي